# Praesos wollastoni
Praesos wollastoni är en fjärilsart som beskrevs av Rothschild 1915. Praesos wollastoni ingår i släktet Praesos och familjen mätare. Inga underarter finns listade i Catalogue of Life.